# Jimmy the Gent
Pour les articles homonymes, voir Jimmy.
Pour plus de détails, voir Fiche technique et Distribution.
Jimmy the Gent est un film américain réalisé par Michael Curtiz, et sorti en 1934.

## Synopsis
Jimmy Corrigan est un homme sans scrupules qui dirige une agence recherchant les héritiers de ceux qui sont décédés sans laisser de testament. Il fournit souvent de faux demandeurs afin de percevoir ses honoraires. Lorsque son ancienne petite amie Joan Martin, qui l'a quitté à cause de son manque d'éthique, accepte un poste dans l'entreprise prétendument légitime appartenant à Charles Wallingham, Corrigan enquête sur les antécédents de Wallingham et découvre que son rival est encore plus fourbe que lui. Il expose Wallingham comme un imposteur et promet de se racheter si Joan revient vivre avec lui.

## Fiche technique
- Titre original : Jimmy the Gent
- Réalisation : Michael Curtiz
- Scénario : Bertram Millhauser (en) d'après une histoire The Heir Chaser de Laird Doyle et Ray Nazarro
- Production : Robert Lord, Hal B. Wallis et Jack Warner
- Société de production : Warner Bros. Pictures
- Musique : Bernhard Kaun
- Photographie : Ira H. Morgan
- Montage : Thomas Richards
- Direction artistique : Esdras Hartley (en)
- Costumes : Orry-Kelly
- Pays d'origine : États-Unis
- Format : Noir et blanc
- Genre : Comédie dramatique
- Durée : 67 minutes
- Date de sortie :
  -  États-Unis : 17 mars 1934

## Distribution
- James Cagney : 'Jimmy' Corrigan
- Bette Davis : Miss Joan Martin
- Allen Jenkins : Lou
- Alan Dinehart : Charles Wallingham
- Alice White : Mabel
- Arthur Hohl : Monty Barton
- Phillip Reed : Ronny Gatson
- Hobart Cavanaugh : Fake Worthingham
- Mayo Methot : Gladys Farrell
- Renee Whitney : Bessie
- Ralf Harolde : Hendrickson
- Merna Kennedy : Jitters
- Philip Faversham : Intern Blair
- Nora Lane : Sarah Posy Barton
- Robert Homans : le policier irlandais Paddy